# エジナ・アウヴェス・バチスタ
エジナ・アウヴェス・バチスタ  （ポルトガル語: Edina Alves Batista、1980年1月10日 - ）は、ブラジルのサッカー審判員。2016年からFIFA選出の国際審判員となっている。
ブラジル・セリエA最多担当の女性主審である。

## 来歴
元々はバスケットボールのシューティングガードをしていたが、友人の勧めで19歳の時から本格的にサッカー審判の勉学に勤しむ。
2019年、FIFAより「2019 FIFA女子ワールドカップ フランス大会」を担当する審判団に初めて選出されて、準決勝のイングランド対アメリカなど4試合を担当。
2021年2月、FIFAクラブワールドカップ2020では5位決定戦のアル・ドゥハイル対蔚山の試合を担当し、FIFA主催のトーナメントで男子試合の主審を務めた初の女性となった。
2021年、東京五輪やコパ・リベルタドーレスの試合を担当。他にも、100年以上の歴史があるオ・デルビー・パウリスタのコリンチャンス対パルメイラスの試合を女性主審として初めて務めた。
2023年、FIFAより「2023 FIFA女子ワールドカップ オーストラリア／ニュージーランド大会」を担当する審判団に選出されて、オーストラリア会場の開幕戦であるグループB 第1節オーストラリア対アイルランド戦など4試合を担当し、カルロス・シモンの持っていたブラジル人主審によるワールドカップ通算担当試合数を更新。
2024年6月、コパ・アメリカを担当する審判団に初めて選出されて、グループCのボリビア対パナマ戦の主審を担当した。
7月、パリ五輪の審判団に選出され、グループDの日本対マリなどを担当。